# James Ronald Chalmers

James Ronald Chalmers

James Ronald Chalmers (* 11. Januar 1831 bei Lynchburg, Virginia; † 9. April 1898 in Memphis, Tennessee) war ein US-amerikanischer Politiker (Demokratische Partei) und Brigadegeneral der Konföderierten im Sezessionskrieg.

## Leben

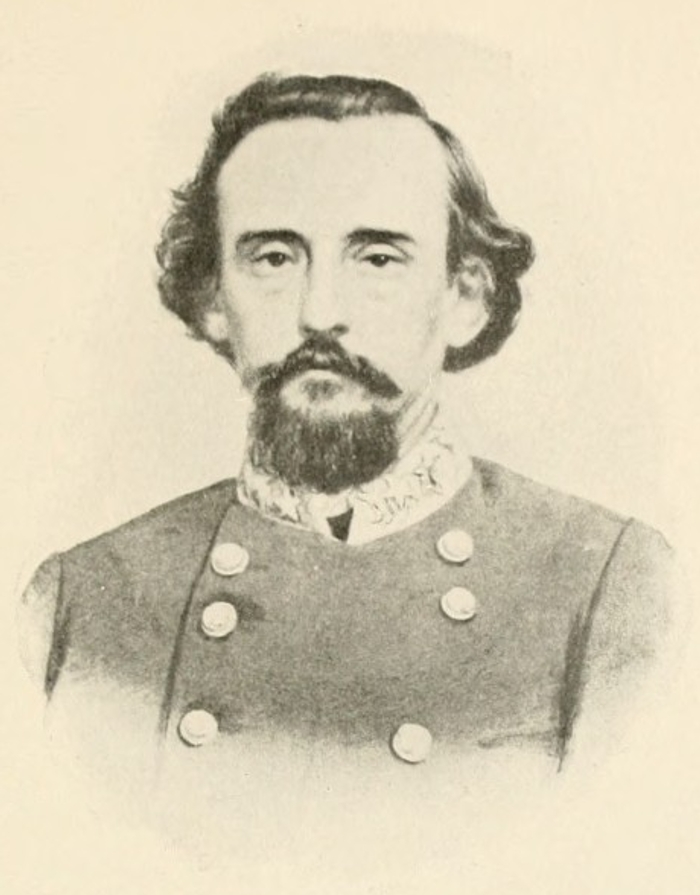
James Ronald Chalmers in Uniform

Chalmers wurde 1831 als Sohn von Joseph W. Chalmers, einem Juristen und späteren US-Senator für Mississippi, geboren. 1835 zog er mit seinen Eltern nach Jackson, Tennessee, und 1839 nach Holly Springs, Mississippi. Dort besuchte er die St. Thomas Hall und studierte Jura am South Carolina College, der heutigen University of South Carolina, wo er 1851 graduierte. 1853 wurde er als Anwalt zugelassen, woraufhin er auch in diesem Beruf praktizierte. 1858 wurde er Bezirksstaatsanwalt des 7. Gerichtsbezirks in Mississippi.
Zu Beginn des Bürgerkriegs trat er im März 1861 als Captain in die Konföderierte Armee ein. Er wurde im April zum Colonel des 9. Mississippi-Regiments befördert und auf Vorschlag von General Bragg im Februar 1862 zum Brigadegeneral und führte seine Truppen am 6. und 7. April 1862 in der Schlacht von Shiloh. 1863 wurde er zur Kavallerie versetzt, wo er das Kommando über das Korps von General Forrest übernahm. Im Mai 1865 ergab er sich den Unionstruppen.
Nach dem Ende des Bürgerkriegs betätigte er sich wieder als Anwalt und in der Politik. 1876 und 1877 wurde er in den Senat von Mississippi gewählt sowie als Vertreter der Demokraten in den 45. und 46. US-Kongress vom 4. März 1877 bis 3. März 1881. Ebenfalls durch Sondervereinbarung in den 47. Kongress vom 4. März 1881 bis zum 29. April 1882, als er von John R. Lynch abgelöst wurde. Für den 48. Kongress diente er nochmals vom 25. Juni 1884 bis zum 3. März 1885. Für den 49. Kongress wurde er zwar als Kandidat aufgestellt, verlor aber die Wiederwahl.
Danach zog er sich aus der Politik zurück und ging nach Memphis, wo er seine Anwaltspraxis bis zu seinem Tod am 9. April 1898 weiterführte.